# Passiflora smithii
Passiflora smithii är en passionsblomsväxtart som beskrevs av Ellsworth Paine Killip. Passiflora smithii ingår i släktet passionsblommor, och familjen passionsblomsväxter. Inga underarter finns listade i Catalogue of Life.